# Sammetsmusseron
Sammetsmusseron (Dermoloma pseudocuneifolium) är en svampart som beskrevs av Herink 1958. Sammetsmusseron ingår i släktet Dermoloma och familjen Tricholomataceae.  Arten är reproducerande i Sverige. Inga underarter finns listade i Catalogue of Life.